# Soyouz T-2
Soyouz T-2 est une mission spatiale soviétique, la première mission habitée avec le vaisseau Soyouz-T.
L'équipage rend visite à l'équipe résidente de Saliout 6.

## Équipage
Les nombres entre parenthèses indiquent le nombre de vols spatiaux effectués par chaque individu jusqu'à cette mission incluse.
- Iouri Malychev (1)
- Vladimir Axionov (2)

## Paramètres de la mission
- Masse : 6850 kg
- Périgée : 202 km
- Apogée : 249 km
- Inclinaison : 51.6°
- Période : 88.7 minutes

## Points importants
Soyouz T-1 avait été un vol test inhabité du vaisseau.